# Белая (приток Святицы)
Белая — река в России, левый приток Святицы (бассейн Волги). Протекает в Фалёнском районе Кировской области. Устье реки находится в 94 км по левому берегу Святицы. Длина реки составляет 24 км.
Исток реки на Красногорской возвышенности юго-западнее покинутой деревни Верхобелье. Генеральное направление течения — северо-восток. В среднем течении протекает село Паньшонки, в черте которого на реке устроена запруда, деревню Чаруши и несколько нежилых. Именованных притоков не имеет.
Впадает в Святицу в черте села Белая.

## Данные водного реестра
По данным государственного водного реестра России относится к Камскому бассейновому округу, водохозяйственный участок реки — Чепца от истока до устья, речной подбассейн реки Вятка. Речной бассейн реки — Кама.